# Emma Lund
Emma Tjerrild Lund (født 2. juli 1997) er en dansk paralympisk cykelrytter, der konkurrerer i internationale cykelkonkurrencer. Hun er verdensmester og dobbelt europæisk bronzemedaljevinder i landevejscykelløb og kvalificerede sig til at deltage i de paralympiske sommerlege i 2024.

## Karriere
Lund modtog Helene Elsass-prisen i april 2024 efter sin succes ved verdensmesterskaberne.